# Cao Shui
Cao Shui o Shawn Cao (Yushe, 5 giugno 1982) è un poeta, scrittore e sceneggiatore cinese.
È uno degli scrittori  più rappresentativi della letteratura contemporanea cinese. Dirige il Movimento della Poesia d’Eccellenza e attraverso le sue poesie  si propone di integrare le culture del sacro e del profano, dell’Oriente e dell’Occidente, dell’antico e del moderno nella letteratura cinese. Nel 2008 ha lasciato il giornale per cui lavorava e ha intrapreso un viaggio in Tibet e nello Xinjiang, due regioni che per l’autore rappresentano il centro dell’Eurasia. Nella trilogia Secret of Heaven racconta la storia dell’evoluzione della civiltà umana. I suoi romanzi più significativi sono Epic of Eurasia, Secret of Heaven (trilogia) e King Peacock (serie TV). Nelle sue opere l’autore aspira alla ricostruzione di una Repubblica fondata da esseri umani liberi e che spesso è descritta come Eurasia, la cima della torre di Babele o anche Monti Kunlun (Monti Celesti). Cao Shui ha pubblicato una ventina di libri, tra cui cinque raccolte di poesie, tre raccolte di saggi, dieci romanzi e cento episodi di serie TV e film. È membro dell’Associazione degli Scrittori Cinesi, della China Film Association e dell’Associazione dei Poeti. È capo redattore della rivista Poesia d’Eccellenza e vice direttore del Poetry Weekly. Attualmente vive a Pechino.